# Berlingske
Berlingske, anteriorment conegut com a Berlingske Tidende [ˈpɛɐ̯le̝ŋskə ˈtsʰiːðn̩ə], és un diari danès amb seu a Copenhaguen. Publicat per primera vegada el 3 de gener de 1749, és el diari degà de Dinamarca i un dels diaris més antics del món.

## Història
Berlingske va ser fundat per l'impressor reial Ernst Henrich Berling i originàriament anomenat Kjøbenhavnske Danske Post-Tidender primer i Berlingskes Politiske og Avertissements Tidende després. El diari va comptar amb el suport del Partit Conservador. Fins al 1903 tenia el dret oficial de publicar notícies sobre el govern. El 1936, el nom del diari es va escurçar a Berlingske Tidende.

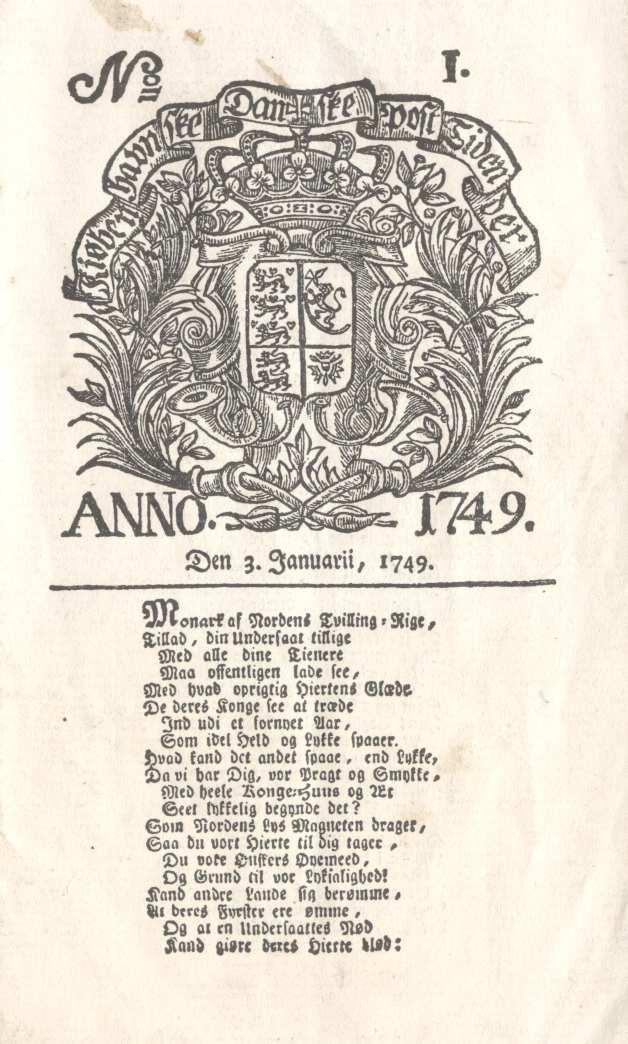
Primera plana de la història del Berlingske (1749)

Mendel Levin Nathanson va exercir dues vegades com a redactor en cap del diari: entre 1838 i 1858 i entre 1866 i 1868. El diari té una posició conservadora però no té cap afiliació política partidista.
Va ser un dels tres diaris de gran format de Dinamarca, juntament amb Jyllands-Posten i Politiken, però d'ençà del 28 d'agost de 2006 es publica en format tabloide.
Berlingske va ser el primer diari del món en guanyar tres vegades el World Press Photo Award. A més, va ser guardonat com a Diari europeu de l'any en la categoria de diari nacional per l'European Newspapers Congress el 2012.
Després d'un llarg període de propietat de la família Berling, el grup Berlingske Media va ser adquirit l'any 1982 per un grup d'inversors de l'establishment empresarial danès que incloïa Danske Bank i AP Møller Mærsk.
El gener de 2011, el nom del diari es va abreujar a Berlingske després d'un redisseny de la presència digital i lloc web del diari. El febrer de 2015, Berlingske va ser adquirida per l'empresa de mitjans de comunicació belga De Persgroep juntament amb la resta del Mecom Group.

### Circulació
El 1910 Berlingske Tidende tenia una tirada de 8.500 còpies. Durant els últims sis mesos de 1957va tenir una tirada de 157.932 exemplars entre setmana. Va ser el segon diari més venut a Dinamarca amb una tirada de 149.000 exemplars el 2002 i 142.000 exemplars el 2003. El 2010 va ser de 101.121 còpies i va caure a 96.897 còpies el 2011.